# Tilisarao
Tilisarao är en ort i Argentina.   Den ligger i provinsen San Luis, i den centrala delen av landet, 700 km väster om huvudstaden Buenos Aires. Tilisarao ligger 752 meter över havet och antalet invånare är 5 478.
Terrängen runt Tilisarao är platt. Runt Tilisarao är det mycket glesbefolkat, med 7 invånare per kvadratkilometer.. Tilisarao är det största samhället i trakten.
Trakten runt Tilisarao består till största delen av jordbruksmark.